# 兒玉就忠
兒玉就忠（日语：／ Kodama Naritada，1506年—1562年5月31日、永正三年—永祿五年四月廿九日），日本戰國時代武將，為毛利氏家臣，毛利五奉行之一。就忠出身於安藝兒玉氏家族，為兒玉元實之次子。其兄為兒玉就兼，其弟為兒玉就方 。其子包括兒玉元良、小方元信、兒玉春種與內藤元輔。

## 生平
兒玉就忠是兒玉元實的次子，後成為同族的兒玉家行之養子，並繼承了其遺領。作為毛利元就的譜代家臣，就忠以出色的行政能力深受元就信賴。元就曾評價他「在家中待人和善，並且具有優秀的行政手腕」，因此就忠與桂元忠一同被任命為奉行，成為元就政務上的核心人物之一。
進入毛利隆元時代後，毛利家確立了五奉行制度，就忠也成為其中之一（另4人為桂元忠、赤川元保、國司元相以及粟屋元親）。作為五奉行，就忠負責協調元就與隆元之間的聯繫，並仍保持與元就的主從關係。因此，他與隆元的家臣赤川元保和國司元相的關係據說並不融洽，彼此相處不佳。
雖然就忠在行政方面展現了卓越的才能，但在軍事上並不擅長。雖曾於對尼子氏的戰爭中立下一定戰功，但相較於其他家臣，其表現被認為略遜一籌。
永祿五年（1562年）四月廿九日，就忠逝世，由其嫡長子兒玉元良繼承家督之位。

## 出處
1. ↑  岡部忠夫（1999）
2. ↑  木下和司（2010）